# Giovanni Repetti
Giovanni Repetti (Napoli, 3 agosto 1988) è uno schermidore italiano, specializzato nella sciabola.

## Biografia
Ha iniziato la pratica della scherma a sette anni come fiorettista per poi passare all'arma della sciabola a 11 anni , iniziando ad ottenere risultati sia in campo nazionale che internazionale. Dal 2007 milita nel Centro sportivo olimpico dell'Esercito e fa parte della Nazionale Italiana Assoluta di Sciabola maschile.A

## Palmarès

### Risultati élite
In carriera ha ottenuto i seguenti risultati:
Giochi europei
Individuale
A squadre
- Oro nella sciabola a Baku 2015

Giochi mondiali militari
Individuale
- Argento nella sciabola a Mungyeong 2015

A squadre
- Oro nella sciabola a Mungyeong 2015
- Argento nella sciabola a Wuhan 2019

Mondiali militari
Individuale
A squadre
- Oro nella sciabola a Acireale 2017

Coppa del mondo
Prove individuali
- 2022-2023 -  (Padova)

Prove a squadre
- 2021-2022 -  (Madrid)

Campionati italiani
Individuale
- Argento nella sciabola a Roma 2016
- Bronzo nella sciabola a Milano 2018

A squadre
- Oro nella sciabola ad Courmayeur 2022
- Argento nella sciabola a Milano 2018
- Argento nella sciabola a La Spezia 2023
- Bronzo nella sciabola a Gorizia 2017
- Bronzo nella sciabola a Palermo 2019
- Bronzo nella sciabola a Cassino 2021
- Bronzo nella sciabola a Cagliari 2024
- Bronzo nella sciabola a Piacenza 2025

### Risultati giovani
Coppa del Mondo di scherma - Circuito Satellite
Prove individuali
- 2012-2013 -  (Amsterdam)
- 2016-2017 -  (Londra)
- 2017-2018 -  (Londra)

Prove a squadre
Mondiali giovanili
Individuale
- 6º classificato nella sciabola a Acireale 2008

A squadre
Circuito europeo under 23
Prove individuali
- 2017-2018 -  (Roma)

Prove a squadre
Campionati del mediterraneo
Individuale
- Bronzo nella sciabola a Il Cairo 2005

A squadre
- Argento nella sciabola a Il Cairo 2005

Campionati italiani under 23
Individuale
- Oro nella sciabola a Foligno 2009

A squadre
Campionati italiani Cadetti
Individuale
- Bronzo nella sciabola a Terni 2005

A squadre